# Karl Gustav Wikström
Karl Gustav Wikström, född 5 juni 1861 i Åbo, död 30 maj 1908 i Nilssi, han var en finländsk orgelbyggare. Han var lärling till Bror Axel Thulé. Wikströms son Erkki Valanki arbetade som orgelbyggare mellan 1912 och 1970 i Kangasala. Wikström var även bror till skulptören Emil Wikström.

## Biografi
Wikström blev 1882 lärling hos Bror Axel Thulé. Efter sex år fick han statligt bidrag för att bedriva forskningsstudier hos orgelbyggarna Kempis och Hilborne Roosevelt i New York. Han byggde sitt första orgelverk 1893 i Rimito kyrka och efter det startade han en orgelfabrik i Nådendal. Efter nästan 10 år i de gamla lokalerna byggde Wikström 190 orglar i lokalerna i Koivula, likaså i Nådendal.

## Orgelverk
- 1893 - Rimito kyrka
- 1894 - Kareliska Tl-kyrkan
- 1903 - Mikaelskyrkan, Åbo
- 1905 - Visavuori studio
- 1908 - Ylinen[förtydliga]